# فيتور جودينهو
فيتور جودينهو هو لاعب كرة قدم برتغالي في مركز الهجوم، ولد في 27 أكتوبر 1944 في لشبونة في البرتغال. شارك مع منتخب البرتغال لكرة القدم. أما مع النوادي، فقد لعب مع نادي بيلينينسش.

## وصلات خارجية
- فيتور جودينهو على موقع قاعدة بيانات كرة القدم.إي يو (الإنجليزية)
- فيتور جودينهو على موقع ناشيونال فوتبول تيمز (الإنجليزية)
- فيتور جودينهو على موقع عالم كرة القدم.نت (الإنجليزية)